# La Esperanza, Culiacán
La Esperanza är en ort i Mexiko.   Den ligger i kommunen Culiacán och delstaten Sinaloa, i den västra delen av landet, 1 000 km nordväst om huvudstaden Mexico City. La Esperanza ligger 38 meter över havet och antalet invånare är 138.
Terrängen runt La Esperanza är huvudsakligen platt, men åt nordost är den kuperad. Runt La Esperanza är det ganska tätbefolkat, med 155 invånare per kvadratkilometer. Närmaste större samhälle är El Rosario, 5,0 km väster om La Esperanza. Omgivningarna runt La Esperanza är en mosaik av jordbruksmark och naturlig växtlighet.